# 長野県道・新潟県道97号飯山斑尾新井線
長野県道・新潟県道97号飯山斑尾新井線（ながのけんどう・にいがたけんどう97ごう いいやままだらおあらいせん）は、長野県飯山市から新潟県妙高市に至る主要地方道（長野県道・新潟県道）である。

## 概要
長野県飯山市の中心部から、新潟・長野両県に跨るリゾート地・斑尾高原を経て、妙高市南部の除戸地区に至る。
通年通行可能だが、大鹿・斑尾間は冬季のみ大型車通行禁止となる。なお、大鹿・斑尾間は険しい山中で、幅員が狭く、見通しの悪いカーブも多い。

### 路線データ
- 起点：長野県飯山市大字飯山字福寿町（中央橋西交差点、国道117号・国道403号交点）
- 終点：新潟県妙高市大字除戸字樋下（除戸交差点、国道292号交点）

## 沿革
- 1982年（昭和57年）
  - 4月1日 - 建設省（現・国土交通省）が飯山停車場線、飯山停車場斑尾高原線、斑尾高原除戸線を主要地方道飯山斑尾新井線に指定[1]。
  - 9月2日 - 新潟県が県道879号飯山斑尾新井線の認定。
- 1983年（昭和58年）3月17日 - 長野県が県道69号飯山斑尾新井線を認定。
- 1993年（平成5年）5月11日 - 建設省から、県道飯山斑尾新井線が飯山斑尾新井線として主要地方道に再指定される[2]。
- 1994年（平成6年）4月1日 - 整理番号を97へ統一。
- 2018年（平成30年）5月21日 - 道路の区域変更。飯山市街地の経路が、北陸新幹線飯山駅開業に伴う道路整備により変更となる[3]。

## 地理

### 通過する自治体
- 長野県
  - 飯山市
- 新潟県
  - 妙高市

### 交差する道路

#### 飯山市
↑ 国道403号
- 中央橋西交差点（飯山福寿町＝起点）
  - 国道117号（飯山バイパス）
- 飯山駅北交差点（南町）
  - 長野県道38号飯山野沢温泉線
- 分道スノーシェルター東側付近（飯山地籍）
  - 長野県道503号斑尾大川線

#### 妙高市
- 万坂峠東側付近（樽本地籍）
  - 新潟県道504号信濃斑尾高原線
- 大鹿神社付近（大鹿地籍）
  - 新潟県道367号桶海大鹿線(妙高市道桶海大鹿線)[4]
- 原通郵便局付近（原通地籍）
  - 新潟県道262号大原関山停車場線
- 除戸交差点（除戸＝終点）
  - 国道292号（飯山街道）

### 沿線の施設など
- 飯山市役所
- 飯山市美術館
- 市立飯山図書館
- 斑尾高原
  - サンパティックスキー場
  - 斑尾高原スキー場